# Чердинцева Тетяна Ігорівна
Тетяна Ігорівна Чердинцева (біл. Таццяна Ігараўна Чардынцава; нар. 16 червня 1989, Мінськ) — білоруська/російська актриса театру і кіно.

### Життєпис
Народилася в музичній сім'ї, батько — Чердинцев Ігор Валерійович, відомий білоруський піаніст, викладач Білоруського державного університету культури й мистецтв, мати — Глібова Олена Анатоліївна, артистка Білоруського державного камерного хору Республіки Білорусь.
Займалася в дитячій студії при Білоруському національному Великому театрі. У 13 років зіграла свою першу головну роль Венді в мюзиклі «Пітер Пен». Після 9-го класу вступила на акторський факультет Мінського коледжу мистецтв, закінчила Білоруську академію мистецтв. Брала участь в спектаклях білоруських театрів. У 2008 році стала лауреатом білоруського фестивалю «Березинська рампа» за краще виконання жіночої ролі в дипломному спектаклі «Навіжена» по Карло Гольдоні. З 2009 року грає в трупі Білоруського театру юного глядача. Пізніше служила в Білоруському камерному драматичному театрі та в «Театральному ковчезі». У 2013 році відзначена премією Ербільского міжнародного театрального фестивалю в Ірак е (спектакль «Більше ніж дощ»).
З 2015 року на телебаченні — ведуча білоруської щовечірньою дитячої програми «Калиханка» на білоруському телебаченні.
З 2016 року живе в Москві. Чоловік — звукорежисер Олександр Чубінець.

### Творчість
Перша роль у кіно — медсестра у фільмі «Врятувати або знищити», далі йшли епізодичні ролі в фільмах «В очікуванні кохання» і «Щастя є». Перша головна роль — в короткометражці «Штрихи осені», що отримала Гран-прі V Мінського фестивалю студентського кіно і відео. Знялася більш ніж у 80 фільмах і серіалах українських, білоруських і російських, кіностудій.
Особливу популярність здобула після містичної мелодрами-серіалу «Учениця Мессінга», де зіграла головну роль Ольги, — весь її життєвий і творчий шлях від дівчинки-підлітка до відомої артистки. Режисер Володимир Нахабцев довго вибирав актрису на роль героїні, — потрібна була дівчина «радянського типу», і знайшов її в Мінську, — «там ще залишилися ті самі, радянські дівчата, з особливим, ще не втраченим мінчанками внутрішнім світлом».
Номінант на премію Золотий орел — 2021 (краща жіноча роль на телебаченні).
|  | «Мій головний принцип — старанність. Я дуже багато вкладаю у свою роботу сил, напружень і часу, тому ціную все, що зі мною відбувається, ціную кожну роль, нехай і не завжди головну. Кожен момент на екрані для мене має велике значення. Це не тільки реалізація мрії, але ще духовний і професійний ріст. А все разом дає хороший досвід. Тому всім початківцям рекомендую прочитати класиків: Чехова, Станіславського, Мейєрхольда... Взагалі потрібно читати якомога більше художньої літератури. Обов’язково цікавитися і знати історію, спілкуватися з різними цікавими людьми, любити свою справу, вміти відчувати та слухати своє серце... Це важливо в професії. І не потрібно боятися дрібних невдач. Якщо ти дійсно правильно прагнеш до мети, обов’язково її досягнеш». |

### Фільмографія
- 2021 Гаряча точка-2
- 2020 Прозріння
- 2020 Нещасний випадок
- 2020 Швидка допомога-3
- 2020 Нічия земля
- 2020 Миленький ти мій
- 2020 Кришталева пастка
- 2020 Без любові
- 2020 Агєєв
- 2020 Пробудження любові
- 2019 Чужа
- 2019 Тест на вагітність-2
- 2019 Зовсім чужі
- 2018 СеняФедя
- 2018 Доля обміну не підлягає
- 2018 Нерозкритий талант-2
- 2018 Нерозкритий талант-3
- 2018 Неможлива жінка
- 2018 Московська хорт-2
- 2018 Будинок з чорними котами
- 2018 Берізка
- 2017 Учениця Мессінга
- 2017 Пес Рудий
- 2017 Золотце
- 2017 Подвійна суцільна-2
- 2017 Арена для вбивства
- 2016 Сліди на воді
- 2016 Нерозкритий талант
- 2016 Мій чужий дитина
- 2016 Куба
- 2016 Вийти заміж за всяку ціну
- 2016 Усі літа любові
- 2015 Чорна павутина
- 2015 Фамільні цінності
- 2015 Тонкий лід
- 2015 Погоня за минулим
- 2015 Печиво з передбаченням
- 2015 Непідкупний
- 2015 На далекій заставі
- 2015 Любов, якої не було
- 2015 Червона королева
- 2015 Код Каїна
- 2015 Капкан для зірки
- 2015 Ссузір'ї Стрільця
- 2015 Повернення Мухтара-10
- 2015 Кращий друг мешканців
- 2014 Щасливий шанс
- 2014 Сліпий розрахунок
- 2014 З Восьмим березня, чоловіки!
- 2014 Прошу повірити мені на слово
- 2014 Неймовірні пригоди Арбузика і Бебешко
- 2014 Мій близький ворог
- 2014 Добре ім'я
- 2014 Лікарка
- 2014 Попри все
- 2014 Син батька народів
- 2013 Старша сестра
- 2013 Врятувати або знищити
- 2013 З коханими не розлучаються
- 2013 Сліди апостолів
- 2013 Слідчий Протасов (фільм четвертий «Скарабей»)
- 2013 Встановити особу
- 2013 Зворотний відлік
- 2013 Процес
- 2013 Причал Любові і Надії
- 2013 Перше кохання
- 2013 Парфюмерша
- 2013 Навмисно не придумаєш
- 2013 Летючі за вітром листя
- 2013 Міські шпигуни
- 2013 Всі скарби світу
- 2013 Вагоме почуття
- 2013 Вангелія (телесеріал)
- 2013 Букет
- 2013 Ой, ма-моч-ки!
- 2012 Білі вовки
- 2012 Я його зліпила
- 2012 Смерть шпигунам. Ударна хвиля
- 2012 Серце не камінь
- 2012 Смугасте щастя
- 2012 Полювання на гауляйтера
- 2012 Зворотний бік Місяця
- 2012 Мати і мачуха
- 2012 Ляльки
- 2012 Золоті ножиці
- 2012 Знахарка
- 2011 Штрихи осені
- 2011 Стежка вздовж ріки
- 2011 Щастя є
- 2011 Сімейний детектив
- 2011 Покупець
- 2011 Навігатор
- 2011 Жила-була Любов

## Ролі в театрі
- Люсіль, дочка пана Журдена — «Міщанин-шляхтич» (режисер-постановник В. Варецький)
- Німфа, Механічна дівка — Сергій Ковальов «Тарас на Парнасі», реж. Наталія Башево
- Принцеса — Микола Шувалов (по Ш. Перро) «Кіт у чоботах», реж. Бенедикт Расстріженніков
- Дюймовочка — Юрій Щуцький (за казкою Ганса Крістіана Андерсена) «Дюймовочка», реж. Наталія-Розалія Родина
- Шуся — Тетяна Сівець «Брик і Шуся шукають літо», реж. Єгор Льогкін
- Пасербиця Зося — Юрій Кулик (за мотивами казок братів Грімм) «Пані Метелиця», 2010, реж. Юрій Кулик
- Порося Джек — Юрій Щуцький «Троє поросят», 2010, реж. Єгор Льогкін
- Люба — Франтішек Алехнович «Пане міністре», 2011, реж. Володимир Савицький
- Ніна Зарічна — «Більше ніж дощ», А. П. Чехов «Чайка», 2013, реж. Павел Адамчиков, пластична вистава, Гран-прі за найкращий спектакль Ербільского міжнародного театрального фестивалю в Ербілі, 2013)
- Вероніка — «Вероніка вирішує померти» Пауло Коельйо, 2013, реж. Наталія Башева